# Chems Dahmani
Pour les articles homonymes, voir Dahmani (homonymie).
Chems Dahmani, né le 16 juin 1986 dans le Quartier de Belleville à Paris, est un acteur français.

## Filmographie

### Cinéma

#### Longs métrages
- 2012 : The ABCs of Death "X As For XXL" réalisé par Xavier Gens & 25 autres réalisteurs d'horizons différentes
- 2011 : L'Assaut réalisé par Julien Leclercq
- 2010 : À bout portant réalisé par Fred Cavayé
- 2010 : Dernier étage, gauche, gauche réalisé par Angelo Cianci
- 2009 : From Paris with Love réalisé par Pierre Morel
- 2008 : Des poupées et des anges réalisé par Nora Hamdi
- 2008 : Frontière(s) réalisé par Xavier Gens
- 2007 : Dans les cordes réalisé par Magaly-Richard Serrano
- 2001 : Cinéma permanent réalisé par Charlotte Silvera

#### Courts métrages
- 2012 : FATUM réalisé par Sarah Marx
- 2011 : A Consommer Avec Modération réalisé par Nabil Dahmani
- 2009 : Chronique De l’Afrique Sauvage réalisé par Issam Mathlouti
- 2005 : Sabah réalisé par Farid Lozès

### Télévision
- 2010 : Les Bleus, Premiers Pas Dans La Police - Saison 4 Épisode 7 réalisé par Christophe Douchand
- 2009 : Mes Amis, Mes Amours, Mes Emmerdes - Saison 1 - Épisodes 1, 2, 3 & 6 réalisé par Sylvie Aimé
- 2008 : Duval et Moretti "Compte à rebours" réalisé par Dennis Berry
- 2007 : L'embrasement réalisé par Philippe Triboit
- 2006 : Madame le Proviseur "Chacun Sa Chance" réalisé par Philippe Berenger
- 2004 : L’évangile Selon Aimé réalisé par André Chandelle
- 2002 : Brigade des Mineurs "Tacle Gagnant" réalisé par Miguel Courtois
- 2002 : Jim la nuit réalisé par Bruno Nuytten
- 2000 : Police District "Liaison Interdite" réalisé par Jean Teddy Philippe
- 2000 : Le Combat de Julia réalisé par Didier Bivel
- 1999 : Le Bahut "Le Testament d’un Professeur" réalisé par Arnaud Selignac

### Spot télévision
- 2005 : Référendum Constitution Européenne réalisé par Jacques Audiard

### Clips
- 2012 : J'regarde En l'Air réalisé par Nabil Dahmani, interprété par Mister You
- 2009 : Du ferme Redouane réalisé par Al Huynh et Lydéric, interprété par La Fouine

## Doublages
- 2008 : Wassup Rockers réalisé par Larry Clark
- 2000 : L'Algérie Des Chimères réalisé par François Lucciani
- 1998 : Les Lascars Saison 1 - J'fais d'La Thaï réalisé par Laurent Nicolas & El Diablo

## Théâtre
- 2000 : Lettres d'Algérie mise en scène Béatrice Thiriet